# لا وگا (کائوکا)
لا وگا (کائوکا) (به اسپانیایی: La Vega, Cauca) یک سکونتگاه مسکونی در کلمبیا است که در بخش کائوکا واقع شده‌است.